# Johannes Grevillius
Johannes Grevillius, född 8 april 1690 i Skärkinds socken, död 3 oktober 1754 i Västerlösa socken, han var en svensk kyrkoherde i Västerlösa församling.

## Biografi
Johannes Grevillius föddes 8 april 1690 i Skärkinds socken. Han var son till komministern Petrus Johannis Grevillius  därstädes. Grevillius studerade i Linköping och Norrköping. Han blev 1712 student vid Uppsala universitet och prästvigdes 3 juli 1717 till komminister i Nykils församling. Grevillius blev 3 augusti 1737 kyrkoherde i Västerlösa församling och tillträdde 1738. Han avled 3 oktober 1754 i Västerlösa socken och begravdes 19 november av biskopen Andreas Olavi Rhyzelius. Rhyzelius höll en likpredikan över psaltaren 119:76 och 77 som kom att trycktes 1754 i Linköping.
Ett epitafium över Grevellius sattes upp över sakristians dörr i Västerlösa kyrka.

### Familj
Grevillius gifte sig 4 oktober 1720 med Christina Björkegren (1700–1787). Hon var dotter till kyrkoherden Laurentius Joachimi Björkegren i Nykils socken. De fick tillsammans barnen Pehr (1721–1780), Christina Maria, Helena Sophia (1727–1730), Lars Grewell (1729–1807), Johannes Grevillius (1732–1797) och Helena Sophia.